# クロム・ブレイカー
『クロム・ブレイカー』は、阿倍野ちゃこにより『ビーンズエース』にてVol.1からVol.21まで連載された漫画。
2007年にはドラマCD化もされた。

## ストーリー
聖母マリアの生まれ変わりである「マリアの娘」だとされ、聖ベツレヘム協会で保護されている少女・凪菜聖。平穏に過ごしていた彼女の奇跡の力を狙って、ある日学園に刺客が現われる。刺客に命を狙われる彼女を救ったのは、法王庁の対悪魔特殊部隊「クリムゾン」のエージェント・高城黔だった。

## キャラクター
高城 黔（たかぎ くろむ）/推定15歳
本編の主人公。法王庁直属の軍隊、血の十字架（クリムゾン）に所属する大佐。色付き（カラーズ）の赤（ロッソ）通称＜赤の一番（テスタロッツア）＞。
もと＜番人（ナンバーズ）＞のNo.IIで悪魔。右手の手袋に「クル蔵」と呼ばれる鳩に擬態した悪魔が住んでいる。封印を解くと強大な力を発揮するが、＜呪い（リバウンド）＞があるらしく、あと3回、封印を解いたらその呪いに黔とクル蔵の心臓が握り潰されてしまうらしい。
聖の新しい護衛だが聖のことは以前から知っていた様子（事あるごとに「聖を守るのは仕事」と言っているが作者曰く聖命らしい）。
高城　黔という名前はクリムゾンの偉い人が付けたもので悪魔たちからはベルゼブルと呼ばれている。また、メル・モルグ・ベルゼブル＜成瀬 守（なるせ　まもる）＞という弟（悪魔）が存在する。　
凪菜 聖（なぎさ あきら）/15歳
本編のヒロイン。聖母・マリアの生まれ変わりとされており、胸に十字架の痣（『マリアの娘』の印である「聖痕」）を持つ。
8年前から教会で暮らしているが、それ以前の記憶がない（心因性記憶障害のため）。
記憶を失う以前から持っていたという懐中時計を常に首から提げている。
「何かあるとすぐに諦めていた自分」とは違い、「何があっても諦めない」、自分を守ってくれる黔を信じており、彼と共にいることを望む。
天草 征四郎（あまくさ せいしろう）/17歳
聖の幼馴染で十二使途の一人。物語初期では聖の護衛をしていたが現在は父親の後を継ぎ、色付き（カラーズ）の白（ビアンコ）付きとなっている。
幼い頃から聖を守っていたらしく、当初、自分の後任として聖の護衛に付いた黔（後に2人で護衛することになる）に警戒感を抱いており、聖に近づけることをよく思っていなかったようだが最近は悪魔たちに囚われた聖の救出を任せるなど、その実力を認めている模様。また、聖を守ることを「自分の使命」としており、聖に対し少々過保護なところがある。
天草響子（あまくさ きょうこ）/39歳
聖や征四郎が住んでいた教会の司祭で征四郎の伯母。法王庁の指示で『マリアの娘』である聖を保護してきた。
聖には「響子おばさま」と呼ばれている。
教会やクリムゾン関係者から「怜悧の聖女」と言われていたらしい。
ハリー･ウィスキン少佐/31歳
英国系アメリカ人。元英国特殊部隊S･A･Sの一員だったが、肉親を悪魔に殺されて『クリムゾン（血の十字架）』に入隊した。
副官のタカセは英軍時代からの部下で、絶対的な信頼を置いている。
メル･モルグ･ベルゼブル＜成瀬 守（なるせ まもる）＞/14歳
二重人格で聖が大好き。首に傷、胸に『卍』の刻印がある。
＜番人（ナンバーズ）＞の中でも屈指の名門『ベルゼブル家』の血を引いているが、人間だった母親の血が色濃く出てしまった為に一族から顧みられず、欠陥品として幽閉されて育った。首の傷はベルゼブル家での性的虐待の跡らしい。
聖とは『クリムゾン（血の十字架）』本部に侵入した時に接触。階段から落ちたことを気づかった聖に対し、「聖… 僕 君の事　好きになってもいい？」という言葉を投げ掛けている。その後「外へ連れていってあげる」と聖を本部の外へ連れ出し、結果的に誘拐した。

## 用語集
- ＜血の十字架＞（クリムゾン）

法王庁直属の軍隊で、対悪魔専門の特殊部隊。逆十字架が目印。バチカンの地図にしか記されていない、住んでいる人間がすべて軍部関係者という町に本部を置いている。
- 『色付き』（カラーズ）

＜血の十字架＞の精鋭一万人の中でも、上位6名だけが個人の象徴する色を纏うことを許されているという＜エクソシスト（異能力者）＞の部隊。現在、黒＜ネロ＞・白＜ビアンコ＞・赤＜ロッソ＞・銀＜アゲント＞が存在し（「同代で4人もそろうことは珍しい」という台詞があることから常に6名存在するわけではない）、それぞれ十二使途と呼ばれるサポート役が存在する。
- ティアマト財団（ティアマトざいだん）

欧州全土に広がる大財閥。由来は古代メソポタミア神話の悪魔たちの母であるティアマト女神。牛耳っているのは、サイアスを始めとする悪魔＜9公爵（きゅうこうしゃく）＞たち。
- ＜番人＞（ナンバーズ）

ティアマト財団を牛耳る悪魔＜9公爵＞の総称。全員で9人存在し、それぞれが巨大な力を持つ。

## ドラマCD
2007年10月24日にマリン・エンタテインメントより発売。

### キャスト
- 高城黔：保志総一朗
- 凪菜聖：井上奈々子
- 天草征四郎：小野大輔
- サイアス：石田彰
- クル蔵：岩田光央
- ハリー少佐：藤原啓治
- 響子司祭：大原さやか
- タカセ：千葉進歩
- NO.4：能登麻美子
- リリカ：桑谷夏子
- カイル：宮崎寛務
- NO.6：岡本信彦
- NO.7：高橋圭一
- ハトコ：ゆりん
- 楓：関山美沙紀
- 女生徒：中尾衣里、加藤英美里
- シスター：桐木山花
- 首相：武虎